# Hoplocephalus
Hoplocephalus är ett släkte av ormar. Hoplocephalus ingår i familjen giftsnokar.
Arterna är med en längd upp till 90 cm små till medelstora ormar. De förekommer i östra Australien. Dessa ormar lever i skogar och i andra habitat. Hoplocephalus bungaroides föredrar klippiga områden. Arterna har groddjur, ödlor, fåglar och små däggdjur som byten. Honor lägger inga ägg utan föder levande ungar. Det giftiga bettet kan göra kraftig ond men det är allmänt inte livshotande.
Arter enligt Catalogue of Life och The Reptile Database:
- Hoplocephalus bitorquatus
- Hoplocephalus bungaroides
- Hoplocephalus stephensii